# 周立春
周立春（1814年—1853年），江蘇青浦（今上海市屬青浦縣）人。天地會領袖。

## 生平
早年是青浦县第四十五保八十九图（现白鹤塘湾一带）的地保，急公好义。咸豐二年（1852年）青浦知縣余龍光限期追徵道光三十年（1850年）前因長江水患而豁免的錢糧（漕尾），激起民憤，周立春发动塘湾、黄渡一带农民抗爭運動，咸豐三年（1853年）八月初三，與南翔鎮的羅漢黨結合，這時太平军沿武昌水路南下，周立春部占领嘉定县城。初五，刘丽川部攻占上海，知县袁祖德戰死。周立春率四千人赴上海，與刘丽川結合，为“小刀会”领袖之一。至十七日，相继攻下嘉定、上海、宝山、南汇、川沙、青浦等县。不久返回青浦，攻克宝山（今上海市属宝山县）、青浦县城。二十日夜，清軍自小西门攻入青浦城。二十六日清軍至塘湾，旋攻陷嘉定（今上海市属嘉定县），周立春在西隐寺被俘，在苏州遭到殺害。餘部由徐耀及其女周秀英繼續領導，咸丰五年，均战死於上海西部虹桥。